# Tvrđava Klis
Tvrđava Klis jedan je od najcjelovitijih primjera fortifikacijske arhitekture u Hrvatskoj. Nalazi se na strateški važnoj poziciji u istoimenom mjestu Klis u Splitsko-damatinskoj županiji, smještena je na prijevoju između Kozjaka sa zapadne strane i Mosora s istočne strane. Zbog svog strateškog položaja na prijelazu iz Splita u Zagoru i Bosnu, stoljećima su se na tom prostoru vodili bojevi za prevlast nad njime. Kliška tvrđava predstavlja jednu od najistaknutijih utvrda u Hrvatskoj, a prvog puta se spominje već u 5. stoljeću, ali svoju slavu ponajviše zaslužuje iz doba turskih ratova, kad se kapetan utvrde Petar Kružić sa svojim uskocima desetljećima odupirao pokušajima turskog osvajanja, sve dok nije 1537. godine pala u turske ruke. Dotad je Klis s bližim okružjem ostao jedinim slobodnim dijelom Hrvatskog Kraljevstva na jugu, prava enklava. Kliški prijevoj najpogodnija je točka komunikacije između srednjodalmatinskih gradova i zaleđa što će dodatno dobiti na važnosti u doba osmanske prisutnosti na tim prostorima.
Tvrđava Klis je zaštićeno kulturno dobro.

## Povijest
Doseljenje Hrvata u ove krajeve nesumnjivo je važan događaj u kliškoj prošlosti, jer dva stoljeća kasnije Kliška tvrđava je kao vladarski posjed, jedno od središta hrvatske države. Klis je u 9. stoljeću bio sjedište hrvatskih knezova i kraljeva iz dinastije Trpimirovića, odnosno u tom svojstvu je bio hrvatskim glavnim gradom. Kasnije je pripadao raznim hrvatskim feudalcima. Kada krajem 11. stoljeća odumire hrvatska narodna dinastija Trpimirovića, Klis dolazi pod vlast ugarsko-hrvatskih kraljeva koji ga često daju na upravljanje svojim kneževima i banovima. Početkom dvadesetih i tridesetih godina 13. stoljeća uspjelo je hrvatskom velikašu Domaldu zagospodariti Klisom, ali su mu ga oba puta Šubići oduzeli i vratili pod kraljevu vlast.
Zbog svoga istaknutoga položaja dugo vremena je predstavljao teško osvojivu utvrdu. Srednjovjekovni Klis bio je sjedište uskoka, hrvatskih boraca protiv turske i mletačke najezde. Njegovim osvajanjem 1537. godine, Turci su uspjeli doći i zauzeti Solin te prodirati kroz Kaštela na južnim obroncima Kozjaka, ali nikada nisu uspjeli zauzeti Split. Turci ga utvrđuju i grade džamiju s minaretom. Za njihove vlasti, bio je sjedištem upravne jedinice Kliškog sandžaka. Preostali kliški uskoci, nakon pada tvrđave, preselili su se u Senj (senjski uskoci).
Klis je kratkotrajno oslobođen 1596., a konačno 1648., za trajanja Kandijskog rata, kada ga osvajaju Mlečani. Oni utvrđuju grad, a džamiju pretvaraju u crkvu. Današnji izgled Klisa potječe iz vremena posljednje mletačke obnove. Novije naselje je nastalo nakon povlačenja Turaka. U naselju se nalazi stara turska česma. Povijesna zbirka s Tvrđave preseljena je u Muzej grada Splita.

## Utvrda
Utvrda je podignuta na stjenovitoj klisuri koja se pruža u smjeru sjeveroistok-jugozapad i izdaleka je gotovo nemoguće razaznati da se radi o građevini, tim više što su zidine koje se kaskadno uzdižu u tri pojasa izgrađene od vapnenačkih blokova na vapnenačkim stijenama. Nedostupna je s čak tri strane – jedini prilaz nalazi se na sjeverozapadnoj strani. Sjeverna strana izuzetno je strma, dok se s južne strane teren spušta u nešto blažem padu. Ta su obilježja definitivno utjecala na popriličan broj neuspjelih pokušaja osvajanja utvrde. Ključna pozicija za napade topništva bila je uzvisina Greben sjeverno od same utvrde. Utvrda je tlocrtno izdužena i uska, što je dovelo do toga da su nadogradnje uništile dio ranijih slojeva. Na mjestu utvrde postojala je još u antici ilirska gradina. Veći dio današnjeg izgleda potječe iz razdoblja mletačke i austrijske uprave kada je utvrda bila osuvremenjena. Tijekom osmanskog perioda nije bilo nikakvih pregradnji fortifikacija. Dijelovi utvrde koji potječu iz razdoblja osmanske uprave (1536. — 1648.) su džamija, danas crkva svetog Vida, i česma. 

## Razdoblje osmanske vlasti
Vlast nad Klisom značila je i nadzor intenzivne trgovine između Splita kao glavne luke srednje Bosne i zaleđa prema Sinju i dalje prema Bosni, što je bilo u interesu kako Mletačkoj Republici tako
i Osmanskom Carstvu. Svoj slavni vrhunac utvrda doseže u 16. stoljeću tijekom osmansko-mletačkih sukoba, a kao najsjajnije razdoblje valja istaknuti i obranu kapetana Petra Kružića (1520. – 1537.) od brojnih osmanskih navala - njih
čak pedesetak. U doba
osmanske vlasti Klis je bio jedna od najjačih utvrda na čitavoj zapadnoj granici Osmanskog Carstva, a činio je obrambenu cjelinu s još tri manje okolne utvrde: Donje ili Lončarić (Gradina u Solinu), Vrankovci (vjerojatno Vrankuk u Ozrni) i Kozjak. Što se tiče demografskih promjena, s dolaskom Osmanlija velik dio lokalnog stanovništva iseljava se uglavnom prema Senju i srednjodalmatinskim otocima, a doseljava se muslimansko stanovništvo. U prvom imigracijskom valu doseljava se asker-vojska, a tek kasnije i ostali društveni slojevi – obrtnici, trgovci, poljoprivrednici, itd. Time je na određeno vrijeme prekinut kontinuitet života prostora, u prvom redu gospodarskog. U defterima iz toga vremena mnoga sela smatraju se mezrama – pustopoljinama s tragovima ranije naseljenosti. Kliško podgrađe nalazi se sa zapadne strane utvrde. U defteru iz 1574. godine kliško podgrađe ima status varoši – trgovišta s većinskim kršćanskim stanovništvom, a
prema defteru iz 1604. steklo je status kasabe – trgovišta s većinskim muslimanskim stanovništvom. 
Osmansko prisustvo utjecalo je i na toponomastiku. Do danas su se zadržali nazivi naselja u podnožju utvrde sa zapadne strane – Varoš i Megdan. 

### Džamija
Džamija se nalazi unutar trećeg obrambenog zida utvrde između bastiona Bembo i Malipiero izgrađenih u doba mletačke uprave. Kvadratnoga je tlocrta i malih dimenzija jer je bila namijenjena isključivo za posadu utvrde. Sagrađena je neposredno nakon pada Klisa 1537. godine. U čast osvajača Klisa Murat-bega Tardića, džamija je nosila njegovo ime. Tradicija je bila da se džamije imenuju ili prema trenutno vladajućem sultanu (na hrvatskom prostoru stoga uglavnom nose ime Sulejmana Veličanstvenog), ili prema osobi koja je financirala i potaknula izgradnju džamije kao što je to slučaj i u Klisu. Nedavna istraživanja pokazala su da se na tom mjestu otprije nalazila ranosrednjovjekovna crkvica sv. Marije. Džamija je podignuta od neobrađenog kamena, nadsvođena kupolom, a izrazito je zanimljivo rješenje prijelaza s kvadratne tlocrtne osnove na kružnu osnovu kupole dvostrukim tamburom – najprije oktogonalnim s četiri prostrana, pomalo nevješto izvedena trompa, a potom prstenastim tamburom. Na trompima susrećemo zanimljiv dekorativni element pod nazivom
mukarna – tipični orijentalni dekorativni element koji se redovito koristi kako bi ispunio sferne površine – kupole, kalote, trompe i sl. Ovdje su primijenjene u izrazito reduciranom obliku. Zanimljivo je da kasnijom prenamjenom u crkvu mukarne nisu uklonjene. Ipak je nužnom promjenom orijentacije crkve zazidan stari ulaz u džamiju, a na jugozapadnoj strani otvoren je novi. Također, srušen je i minaret na zapadnoj strani gdje je izgrađen kvartir za mletačke časnike, a od njega su ostali sačuvani samo temelji. Zanimljiv je natpis na mjestu nekadašnje minaretske niše, tj. iznad današnjeg ulaza: „Što pobožnost izgradi, pobožnost i sačuva.“ Po načinu artikulacije arhitekture i po izvedbi pojedinih konstruktivnih i dekorativnih elemenata možemo zaključiti da ovaj objekt ni po čemu nije vrhunsko graditeljsko dostignuće. Naposljetku, njegove dimenzije uvjetovane funkcijom, ali i lokacija unutar obrambene utvrde to opravdavaju. Džamija, odnosno crkva sv. Vida, obnovljena je nedavnim restauratorskim zahvatima.

### Česma
Drugi sačuvani objekt je česma između Grebena i Klisa u podnožju utvrde koja je do danas ostala u upotrebi. Lokalno stanovništvo česmu naziva Tri kralja. To se ime spominje već u 17. stoljeću na Erautovom prikazu tvrđave pod Fontana dei Tre Regi.
Cisterna je podignuta od klesanaca s otvorenim trijemom i orijentalnim svodom sa šiljastim lukovima. Pripada tipu „mihrab česme“ – česme s nišom. Ovo nije jedini primjer turske česme u Hrvatskoj. Sačuvan ih je vrlo velik broj i većinom su ostale u upotrebi. Opskrba vodom osnovna je potreba islamske zajednice, a važna je i u prakticiranju vjerskoga života. Voda ima bitnu ulogu u islamskim vjerskim obredima. Molitvi uvijek prethodi abdest – vjersko čišćenje pri kojem se koristi voda. Šerijatski propisi Fikh opisuju čak četiri vrste vode i osam vrsta nečistoća. Međutim, opskrba vodom imala je i izuzetno važnu praktičnu ulogu tijekom dugotrajnih opsada. Gubitak vode (i hrane) uglavnom bi značio i prisilnu predaju. Osim česme podno utvrde postojalo još nekoliko cisterni koje su se gradile po potrebi.
 

## Flora
Na prostoru tvrđave Klisa veliko je bogatstvo flore. Ovdje raste 16 endemskih vrsta biljaka, jadranskog sijedca, dalmatinskog oštrolista, dalmatinske žutilovke, dalmatinskog buhača, ljekovite kadulje, piramidalnog zvončića, dalmatinske perunike i modrog lasinja.

## Galerija
- Posvetna ploča prilikom ulaska u tvrđavu Klis
- Kliška tvrđava, pogled iz mjesta
- Detalj Kliške tvrđave
- Detalj Kliške tvrđave s pogledom na Kliško polje
- Top na kliškoj tvrđavi
- Pogled na tvrđavu Klis u sumrak

## Vanjske poveznice
- Tvrđava Klis, službene mrežne stranice (hrv.) (engl.)
- Povijesna postrojba Kliški uskoci - Povijest Klisa i Tvrđave
- Zadarski list Kako vrednujemo tvrđave na području Zadarske županije?
- Skracena Zbirka Fikhskih Propisa
- Klis, tvrđava Hrvatska tehnička enciklopedija, portal hrvatske tehničke baštine. LZMK